# Boris González
Boris Igor González Garrido (* 22. Mai 1980 in Talca) ist ein ehemaliger chilenischer Fußballspieler. Der rechte Außenverteidiger wurde fünf Mal chilenischer Meister und absolvierte sieben Länderspiele für Chile.

## Karriere

### Verein
Boris González begann seine Karriere 2000 in seiner Heimatstadt bei den Rangers de Talca in der Primera B. Mit dem Klub schaffte er als Vizemeister den Aufstieg in die Primera División. Nach der Apertura 2003 wechselte der rechte Verteidiger, der auch im rechten Mittelfeld eingesetzt werden konnte, zum CD Cobreloa. Mit den Zorros del Desierto gewann er die Meisterschaften Apertura 2003, Clausura 2003 und Clausura 2004. Dort spielte der Defensivakteur bis 2006 und wechselte dann zum CSD Colo-Colo, mit dem er in der Apertura 2007 und Clausura 2007 zwei Meistertitel holte.
Nach jeweils einem weiteren Jahr bei CD Universidad Católica und Deportes Antofagasta kehrte González zu Cobreloa zurück. Nach drei Jahren im Norden Chiles verbrachte der Verteidiger sein letztes Karrierejahr bei CDP Curicó Unido in der Primera B.
Nach seiner aktiven Karriere war González von 2018 bis 2023 fünf Jahre Sportdirektor bei den Rangers de Talca. Am 30. November 2023 wurde der frühere Nationalspieler Präsident des Tercera A-Klub Santiago City.

### Nationalmannschaft
Boris González debütierte im April 2003 für Chile unter Trainer Juvenal Olmos beim Freundschaftsspiel gegen Costa Rica, als er in der 70. Spielminute für Jorge Acuña eingewechselt wurde. Danach spielte er überwiegend Freundschaftsspiele. Sein einziges Pflichtspiel war der 2:1-Erfolg gegen Peru in der Qualifikation zur Weltmeisterschaft 2006, jedoch konnte sich La Roja als Siebter der Südamerika-Gruppe nicht für das Turnier in Deutschland qualifizieren. Im Mai 2007 bestritt González beim Freundschaftsspiel gegen Haiti sein siebtes und letztes Länderspiel.

## Erfolge
Cobreloa
- Primera División: 2003-A, 2003-C, 2004-C

Colo-Colo
- Primera División: 2007-A, 2007-C